# Ариньяно
Ариньяно (итал. Arignano, пьем. Argnan) — коммуна в Италии, располагается в области Пьемонт, в провинции Турин.
Население составляет 1052 человека (2008 г.), плотность населения составляет 112 чел./км². Занимает площадь 8 км². Почтовый индекс — 10020. Телефонный код — 011.
Покровителем коммуны почитается святой Ремигий, празднование в третье воскресение сентября.

## Демография
Динамика населения:

## Города-побратимы
- Комильяс, Испания

## Администрация коммуны
- Официальный сайт: http://www.comune.arignano.to.it/